# ЛЭП Круонис — Советск
Высоковольтная линия постоянного тока Круонис-Советск — бывшая линия электропередачи (ЛЭП) между Литвой и Россией, соединявшая Круонисскую гидроаккумулирующую электростанцию (ГАЭС) в Литве с подстанцией в городе Советск Калининградской области.

## Характеристики
- Тип соединения: Наземная линия электропередачи
- Тип тока: Высоковольтный переменный ток
- Номинальное напряжение: 330 кВ

## История и эксплуатация
Линия Круонис-Советск была одной из шести ЛЭП, соединявших Литву с Калининградской областью, и одной из трёх, работавших на напряжении 330 кВ. Она играла ключевую роль в обеспечении энергоснабжения между Литвой и российским эксклавом.
В рамках подготовки к синхронизации литовской энергосистемы с континентальной Европой, оператор литовской энергосистемы Litgrid в ноябре 2022 года объявил о планах строительства временного соединения для двух ЛЭП 330 кВ: Круонисская ГАЭС – Литовская электростанция и Круонисская ГАЭС – Советск. Этот проект был необходим для обеспечения непрерывности процесса синхронизации и создания условий для реконструкции распределительного устройства на подстанции Круонисской ГАЭС. Работы планировалось завершить к концу июня 2023 года.
RUSCABLE.RU

## Демонтаж
9 февраля 2025 года Литва успешно синхронизировала свою энергосистему с европейской сетью. После этого, 24 февраля 2025 года, начался демонтаж линии Круонис-Советск. В общей сложности было демонтировано 544 опоры и демонтировано 230 километров проводов. Освободившиеся земельные участки были возвращены для сельскохозяйственного использования.
Часть демонтированной энергетической инфраструктуры была передана Украине. Оставшаяся часть оборудования планируется использовать для соединения Круонисской ГАЭС с подстанцией Битенай.